# Lontano
Lontano is een Italiaanse muziekterm die gebruikt wordt om aanwijzingen te geven met betrekking tot de voordracht bij de uitvoering van een stuk.
De vertaling betekent zoveel als van een afstand. Hiermee wordt bedoeld dat een stuk of passage zo gespeeld moet worden, dat het lijkt alsof men vanuit de verte de gespeelde muziek hoort klinken. In sommige gevallen wordt de muziek ook daadwerkelijk in de verte gespeeld, zoals het geval is bij de tweede symfonie van Gustav Mahler. Bij solowerken valt te denken aan de positionering van de solist (bijvoorbeeld achter een gordijn) of de dynamiek waarmee gespeeld wordt.
Indien een componist het gevoel wil opwekken van nadering, zoals in programmatische muziek het naderen van een leger een voorbeeld is, begint men vaak erg lontano te spelen, waarna een geleidelijk crescendo wordt gebruikt om het dichterbij komen te suggereren. Een andere manier om een lontano-speelwijze te realiseren is het gebruik van sourdines, zoals wordt gebruikt in het stuk I pini della Via Appia in de Pini di Roma van Ottorino Respighi. Het lontano-effect komt dus in verschillende verschijningsvormen voor, waarbij echter de meest voorkomende uitvoering een aanpassing in de speeltechniek is en niet een fysieke aanpassing van de instrumenten of (ver)plaatsing van muzikanten.